# Husby (Stockholms tunnelbana)
Husby ist eine unterirdische Station der Stockholmer U-Bahn. Sie befindet sich im Zentrum des gleichnamigen Stadtteil Husby. Die Station wird von der Blå linjen des Stockholmer U-Bahn-Systems bedient. Sie gehört zu den eher mäßig frequentierten Stationen des U-Bahn-Netzes. An einem normalen Werktag steigen 6.200 Pendler hier zu.
Die Station wurde am 5. Juni 1977 in Betrieb genommen, als der Abschnitt der Blå linjen zwischen Hallonbergen und Akalla eröffnet wurde. Die Station liegt zwischen den Stationen Kista und Akalla. Bis zum Stockholmer Hauptbahnhof sind es etwa 13 km.